# خورخي خورادو
خورخي خورادو (بالإسبانية: Jorge Jurado)‏ هو ممثل إسباني، ولد في 22 نوفمبر 1993 في موستوليس في إسبانيا.

## أعمال

### أفلام
- (2007) هدف 2[1]

## وصلات خارجية
- خورخي خورادو على موقع IMDb (الإنجليزية)
- خورخي خورادو على موقع قاعدة بيانات الفيلم (الإنجليزية)